# Aster Berkhof
Aster Berkhof, pseudoniem van Lodewijk Paulina (Lode) Van Den Bergh (Rijkevorsel, 18 juni 1920 – Brasschaat, 29 september 2020), was een Belgische schrijver. Hij was lange tijd een der meest gelezen auteurs in Vlaanderen.

## Biografie

### Jeugd
Lode Van Den Bergh volgde lager onderwijs in de gemeenteschool van Rijkevorsel Sint-Jozef, waar zijn vader hoofdonderwijzer was en zijn moeder onderwijzeres. Hij groeide op in een welgesteld gezin. Zijn moeder kwam immers uit een aristocratische boerenfamilie. Haar vader, Jan Leestmans, was vele jaren burgemeester geweest van Merksplas. Reeds in zijn jeugd voelde hij zich onbehaaglijk bij het grote verschil in welstand tussen zijn wereld en die van de andere jongens. Dit onbehaaglijk gevoel is hem zijn hele leven bijgebleven en zo kwam hij met zijn pen in opstand tegen onrechtvaardigheid.
Hij studeerde in de richting Grieks-Latijnse humaniora aan het Klein Seminarie van Hoogstraten en studeerde vervolgens, van 1938 tot 1942, Germaanse filologie aan de Leuvense universiteit. Hij promoveerde in 1942 met zijn licentiaatsverhandeling De nieuwe roman in Zuid-Nederland. Hij had ondertussen al enkele wetenschappelijke essays geschreven over Vlaamse schrijvers (Maurice Roelants, Jozef Simons, Ernest Van der Hallen).

### Schrijver
Hij ging na de bevrijding in 1944 aan de slag als redacteur bij het dagblad De Standaard. Toen reeds voelde hij dat hij schrijver wilde worden. Hij koos de auteursnaam Aster Berkhof, gewoon omdat er asters bloeiden onder de berken in de tuin van zijn ouders. Hij wilde zijn romans niet publiceren onder zijn echte naam, omdat hij meende dat dit de geloofwaardigheid van zijn academisch werk zou benadelen. Aldus verscheen dan in 1944 zijn eerste roman De heer in grijze mantel, een detectiveroman. Voor jeugdverhalen gebruikte hij ook soms het pseudoniem Piet Visser.
Hij werd ten slotte doctor in de wijsbegeerte in 1946 met zijn doctoraatsverhandeling De analyse van het literaire kunstwerk. Hij gaf les aan de athenea van Antwerpen, Brussel en Koekelberg, en werd ten slotte docent aan de Faculteit St.-Ignatius te Antwerpen.
In die periode leerde hij ook de filosofie van de Franse schrijver Albert Camus waarderen, namelijk "het menselijk bestaan heeft geen zin; wij brengen onze tijd door op deze wereld en gaan vervolgens dood" (Camus, L'homme révolté, 1951). Deze zinloosheid bracht hem in conflict met zijn katholieke opvoeding. In zijn psychologische romans Dagboek van een missionaris (1962) en De woedende Christus (1965) stelde hij het geloof ter discussie.
In een interview met het dagblad De Morgen (19 december 2007) verklaarde Aster Berkhof dat "zijn oeuvre een product is van zijn drie voornaamste karaktereigenschappen: ongeduld, energie en nieuwsgierigheid". Deze hebben hem aangezet om zo veel mogelijk van de wereld te zien (Europa, Noord-Amerika, Afghanistan, China, Latijns-Amerika, Afrika, het Himalayagebergte), reisreportages te maken, les te geven, boeken te schrijven en veel te lezen. Hij hield van het leven, met het accent op de kleine geneugtes, terwijl hij maar al te goed besefte dat er een einde aan komt en "dat hij terug zal opgenomen worden in chaos van de kosmos". Door veel te reizen, meende hij, verken je in feite jezelf en schrijven wordt dan een middel om de wereld op een kritische wijze te verduidelijken.
Hij beoefende verschillende literaire genres, zoals het detectiveverhaal, de streekroman, humoristische verhalen, avonturenromans, en de jeugdroman. Hij maakte reizen over de hele wereld en schreef daarover ook een aantal reisverhalen. In 2009 verscheen zijn honderdste boek, Alle verhalen. In totaal schreef hij 101 boeken. Sommige werden heel vlug geschreven. Zelf beweerde hij een volumineuze roman - hij wilde niet preciseren dewelke - in negen dagen geschreven te hebben. Hij beweerde zelf veel middelmatige werken geschreven te hebben, zelfs enkele slechte, maar toch ook enkele goede boeken. Hij was bijzonder fier op zijn politiek geëngageerde roman Het huis van Mama Pondo (1971), waaraan hij drie jaar geschreven heeft, steeds worstelend met de woorden (van de eerste bladzijde van zijn dik manuscript (10 cm hoog) haalde slechts één zin de uiteindelijke versie). Dit werd een aanklacht tegen de apartheid in Zuid-Afrika, toen dit thema bijna overal nog genegeerd werd. Tot zijn beste boeken rekende hij ook Dagboek van een missionaris (1962), Donnadieu (1991) en Amanda (1983).
Gedurende de lente en de zomer verbleef hij in zijn buitenverblijf in de Provence, waar hij de thema's van zijn volgende boeken liet rijpen. In de herfst keerde hij terug naar België, waar hij impulsief begon te schrijven, zonder veel aandacht te schenken aan stijl en "mooischrijverij". Het verhaal primeerde. Hij noemde het zijn verdienste dat hij de lichtvoetige, stijlvolle smaak heeft geïntroduceerd in de Vlaamse ontspanningsliteratuur met boeken als Veel geluk, professor (1949).
Veel geluk, professor, dat al vele malen herdrukt was, werd in 1977 tot een musical bewerkt door Willy Van Couwenberghe en opgevoerd in de Opera van Gent met Koen Crucke en Jeanine Martony in de hoofdrollen.
In juni 2020 kwam het boek Aster Berkhof - 100 jaar nieuwsgierigheid uit, op zijn honderdste verjaardag; het werd samengesteld en geschreven door bibliothecaris Karel Michielsen.

### Privéleven
Aster Berkhof was vanaf 1956 gehuwd met televisieomroepster Nora Steyaert (1932-2020). Hij overleed op 29 september 2020, een half jaar na zijn echtgenote en enkele maanden na zijn 100e verjaardag. Samen hadden ze een zoon.

## Prijzen en erkenning
Aster Berkhof werd met verschillende prijzen bekroond. Hij werd in 2004 ereburger van Rijkevorsel. In november 2008 werd in deze gemeente het Aster Berkhofmuseum geopend. Tien jaar later sloot het alweer. Vervolgens werd besloten om het archief van de schrijver, dat eerst in het museum was ondergebracht, over te dragen aan het Letterenhuis.
In 2013 ontving hij de Hercule Poirot Oeuvreprijs.

## Uitspraken over Aster Berkhof
- "Weinigen zijn als Aster Berkhof tot alle klassen van het publiek doorgedrongen." (interview met André Demedts op radio West-Vlaanderen, 9 oktober 1962)
- "Zijn boek "Een meisje te Bourges" is eindeloos soepel geschreven, met een radheid van pen die wij nu al lang genoeg van Berkhof kennen." (Jos Ghysen op de gewestelijke omroep Limburg - BRT op 4 februari 1968)

## Bibliografie

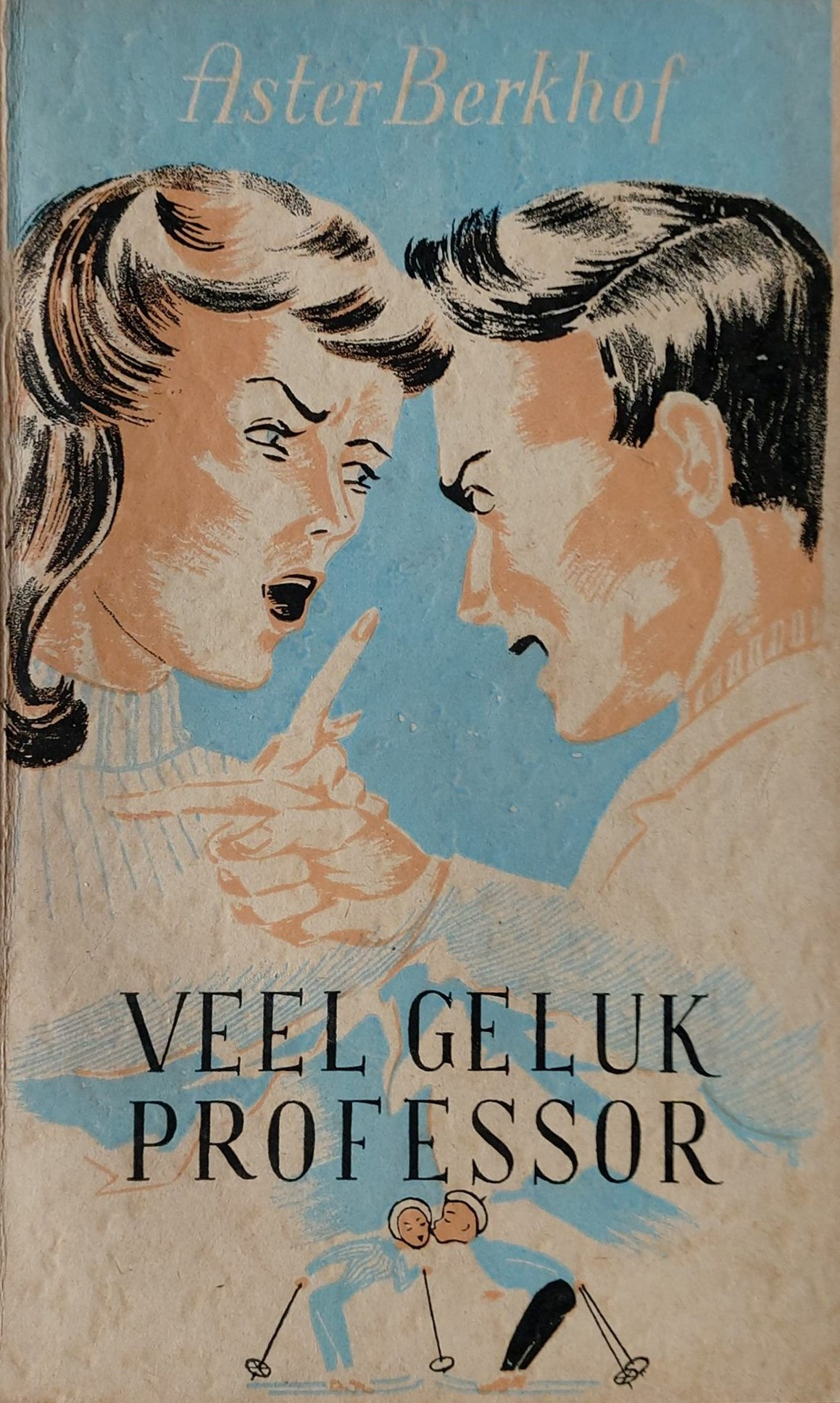
Eerste uitgave 1949, omslagtekening Martha Van Coppenolle